# هیوک (خواننده)
هان سانگ‌هیوک (متولد ۵ ژوئیه ۱۹۹۵) شناخته شده به عنوان هیوک، خواننده و بازیگر اهل کرهٔ جنوبی تحت فعالیت کمپانی جلی‌فیش می‌باشد. او در سال ۲۰۱۲ به عنوان عضوی از ویکس شروع به کار کرد و بازیگری خود را از سال ۲۰۱۶ با فیلم کمدی اکشن «تعقیب» در نقش هان وون ته شروع کرد.

## اوایل زندگی
هیوک متولد و بزرگ‌شدهٔ دجون کرهٔ جنوبی می‌باشد. خانوادهٔ او متشکل از خودش، پدر و مادرش و خواهر بزرگ‌ترش است. او موسیقی عملی را در هنرستان هانلیم خواند و بعد از آن در رشتهٔ اجرای کی‌پاپ در انستیتو دونگ آه تحصیل کرد.

## زندگی کاری

### ۲۰۱۲–۲۰۱۴: شروع به کار باویکسو برنامه‌های متفرقه
هیوک عضوی از ده شرکت کنندهٔ مسابقهٔ مایدول بود که در نهایت به عنوان عضوی از ویکس انتخاب شد و در ۲۴ می ۲۰۱۲ با آهنگ ابرقهرمان شروع به کار کرد.
در سال ۲۰۱۳ هیوک همراه با اعضای ویکس در قسمت چهارم سریال وارثان حضور پیدا کرد.
در سال ۲۰۱۴، هیوک همراه با لئو به عنوان بازیگر مهمان در سریال «روز باشکوه» حضور پیدا کرد و عضوی از برنامهٔ «قانون جنگل در برزیل» بود. او همین‌طور در برنامهٔ «ضربه‌ساز» هم حضور داشت که به عنوان عضوی از بیگ بیونگ همراه با ان از ویکس، جکسون از گات سون و سونگ جه از بی تو بی با نام هنری هیوک دی انتخاب شد که بعدها دو سینگل از آن‌ها با عنوان‌های «استرس بیخیال» و «ماهی مرکب میسو» منتشر شد.
در ۲۱ اکتبر ۲۰۱۵، هیوک کاوری از آهنگ «تو رو مال خودم صدا می‌زنم» از جف برنت ضبط کرد و آن را در کانال یوتویوب رسمی ویکس قرار داد که آن را در کنسرت یوتوپیای ویکس هم اجرا کرد.

### ۲۰۱۵–در حال حاضر: بازیگری و ترانه‌سرایی و آهنگسازی
در سال ۲۰۱۵ تأیید شد که هیوک اولین تجربهٔ بازیگری خود را با بازی در فیلم «تعقیب» در نقش هان وون ته همراه با بازیگران کیم جونگ ته و کیم سئونگ‌وو خواهد گذراند. او در این فیلم به عنوان رهبر یک گروه گانگستری دبیرستانی بود که این فیلم در ۷ ژانویه ۲۰۱۶ پخش شد و او جایزهٔ بهترین بازیگر تازه‌کار اکشن را از جشنوارهٔ بین‌المللی فیلم شانگهای به واسطهٔ بازی در همین فیلم دریافت کرد.
در ۱۳ فوریه ۲۰۱۶ به عنوان هدیهٔ ولنتاین او آهنگ «خودتو دوست داشته‌باش» از جاستین بیبر را کاور کرد و به طرفدارانش هدیه داد. در ۲۰۱۶ هیوک متن آهنگ «راه شیری» از ویکس را نوشت.
در ۲۵ ژانویه ۲۰۱۷، هیوک اولین آهنگی که خودش ساخته بود را با عنوان «آغوش» به طرفدارانش به مناسبت سال جدید هدیه داد.
در ۴ سپتامبر ۲۰۱۷ تأیید شد که هیوک همراه با چورونگ از ای پینک و کیم مین گیو در مینی سریالی بازی خواهد کرد.
در اکتبر ۲۰۱۷ مشخص شد که او در سریال «خداحافظ پدر من» همراه با پارک سونگ‌وونگ و ها نئول هنرنمایی خواهد کرد.
در ۸ ژانویه ۲۰۱۹، اعلام شد که هیوک اولین تک‌آهنگ سولوی خود را با عنوان «پسری با ستاره» در تاریخ ۱۲ ژانویه ۲۰۱۹ منتشر خواهد کرد.
بعداً تایید شد که هیوک به عنوان جه‌گو در موزیکال «روستای فراموش‌شده» در سالن هنر چانگ‌مو از ۲۲ فوریه تا ۷ آوریل حضور خواهد داشت. او در این موزیکال پروفسور جوانی در دانشگاه ملی سئول است که از مدرسه‌ی حقوق آمده.

## دیسکوگرافی

### آهنگ‌ها
| عنوان                       | جزئیات                                                                       | موقعیت در چارت‌ها | فروش          |
| عنوان                       | جزئیات                                                                       | کُره              | فروش          |
| --------------------------- | ---------------------------------------------------------------------------- | ---------------- | ------------- |
| "پروانه‌ی زمستان (겨울나비)" | - تاریخ انتشار: ۱۸ دسامبر ۲۰۱۹ - کمپانی: جلی‌فیش - فرمت: سی‌دی، دانولد دیجیتال | ۵                | - کره: ۱۱٬۱۱۲ |

### تک‌آهنگ‌ها و آهنگ سریال
| عنوان                                                                      | سال    | وضعیت در نمودار | فروش   | آلبوم                    |  |
| عنوان                                                                      | سال    | گائون کره       | فروش   | آلبوم                    |  |
| همکاری                                                                     | همکاری | همکاری          | همکاری | همکاری                   |  |
| -------------------------------------------------------------------------- | ------ | --------------- | ------ | ------------------------ |  |
| "استرس، بیخیال!" (با ان، جکسون و سونگ جه به عنوان بیگ بیونگ)               | ۲۰۱۴   | —               | —      | Non-album singles        |  |
| "ماهی مرکب میسو" (오징어 된장) (با ان، جکسون و سونگ جه به عنوان بیگ بیونگ) | ۲۰۱۵   | —               | —      | Non-album singles        |  |
| آهنگ‌های سریال‌ها                                                            |        |                 |        |                          |  |
| "خداحافظ پدر من"                                                           | ۲۰۱۹   | —               | —      | آهنگ فیلم "خوشحال با هم" |  |
|                                                                            |        |                 |        |                          |  |

### ضبط‌های دیگر
| سال  | آهنگ                         | توجه داشته باشید               |
| ---- | ---------------------------- | ------------------------------ |
| ۲۰۱۵ | "تو رو مال خودم صدا می‌کنم"   | کاور از آهنگ جف برنت           |
| ۲۰۱۶ | "خودت رو دوست داشته باش"     | کاور از آهنگ جاستین بیبر       |
| ۲۰۱۷ | "آغوش" (안아줄게)            | آهنگسازی و متن توسط هیوک       |
| ۲۰۱۹ | "پسری با ستاره"              | آهنگسازی و متن توسط هیوک       |
| ۲۰۱۹ | "فقط اگر" همراه‌با آن دا هیون | آهنگسازی و متن توسط هیوک و مین |

### ترانه‌سرایی
| سال  | آهنگ                     | آلبوم             | خواننده | نقش                |
| ---- | ------------------------ | ----------------- | ------- | ------------------ |
| ۲۰۱۶ | "راه شیری"               | کانسپشن ۲۰۱۶ ویکس | ویکس    | ترانه‌سرا           |
| ۲۰۱۸ | "روز خوب"                | ادو ویکس          | ویکس    | آهنگساز و ترانه‌سرا |
| ۲۰۱۸ | "ماشه"                   | ادو ویکس          | ویکس    | آهنگساز            |
| ۲۰۱۸ | "سورمه‌ای و طلایی درخشان" | ادو ویکس          | ویکس    | آهنگساز            |
| ۲۰۱۸ | "بارون"                  | تناسخ             | ویکس    | آهنگساز و ترانه‌سرا |

## فیلم‌شناسی

### فیلم
| سال  | عنوان          | نقش        | یادداشت                                                                           |
| ---- | -------------- | ---------- | --------------------------------------------------------------------------------- |
| ۲۰۱۶ | تعقیب          | هان وون ته | نقش اصلی، برنده بهترین بازیگر تازه‌کار فیلم اکشن در جشنواره بین‌المللی فیلم شانگهای |
| ۲۰۱۸ | خداحافظ پدر من | ها نئول    | نقش اصلی                                                                          |

### تلویزیون
| سال  | عنوان              | نقش          | شبکه          | یادداشت        |
| ---- | ------------------ | ------------ | ------------- | -------------- |
| ۲۰۱۷ | عاشقانه ویژه قانون | کانگ سه وونگ | تلویزیون نیور | اولین وب دراما |
| ۲۰۱۹ | نمایش بزرگ         | چوی جونگ‌وو   | تی‌وی‌ان        |                |
| ۲۰۲۰ | رستوران گادوری     | چا ووبین     | کوک تی‌وی      |                |

### برنامه‌های متفرقه
| سال  | عنوان               | شبکه   | یادداشت                 |
| ---- | ------------------- | ------ | ----------------------- |
| ۲۰۱۴ | ضربه‌ساز             | ام‌بی‌سی | بازیگر به عنوان هیوک دی |
| ۲۰۱۴ | قانون جنگل در برزیل | اس‌بی‌اس | بازیگر (قسمت ۱۱۲-۱۱۶)   |
| ۲۰۱۵ | ضربه‌ساز فصل ۲       | ام‌بی‌سی | بازیگر به عنوان هیوک دی |

## جایزه و نامزد
| سال  | جایزه                          | دسته                            | کار مربوطه | نتیجه |
| ---- | ------------------------------ | ------------------------------- | ---------- | ----- |
| ۲۰۱۶ | جشنواره بین‌المللی فیلم شانگهای | بهترین بازیگر تازه‌کار فیلم اکشن | تعقیب      | برنده |